# PT-76兩棲坦克

PT-76（俄语：ПТ-76）是世界上產量最多的兩棲坦克，第二次世界大戰後由蘇聯研製，主要用於海軍陸戰隊作為灘頭攻堅和偵察等任務，並大量出口中国、北韓、越南、伊拉克等友好國家，時至今日，仍有少數國家裝備該型兩棲坦克。

## 研發和實戰簡史

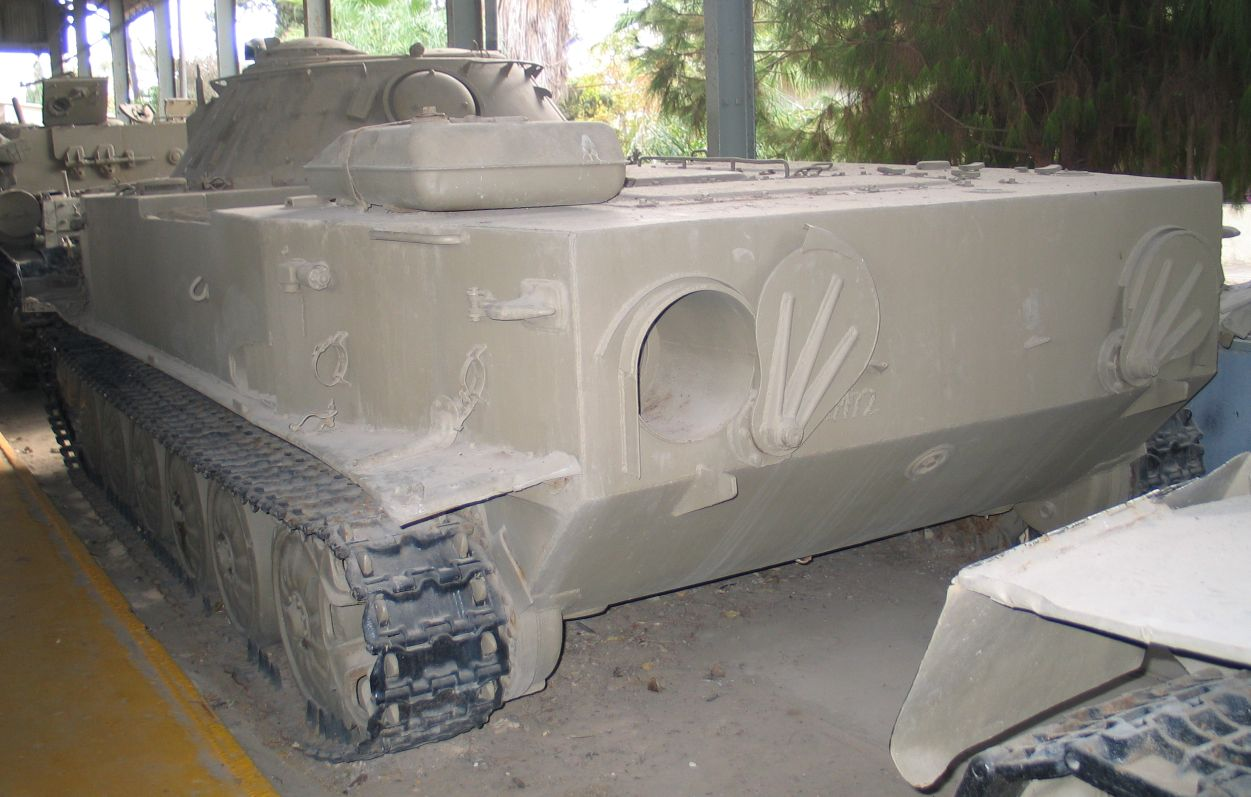
PT-76車尾的兩個噴水孔

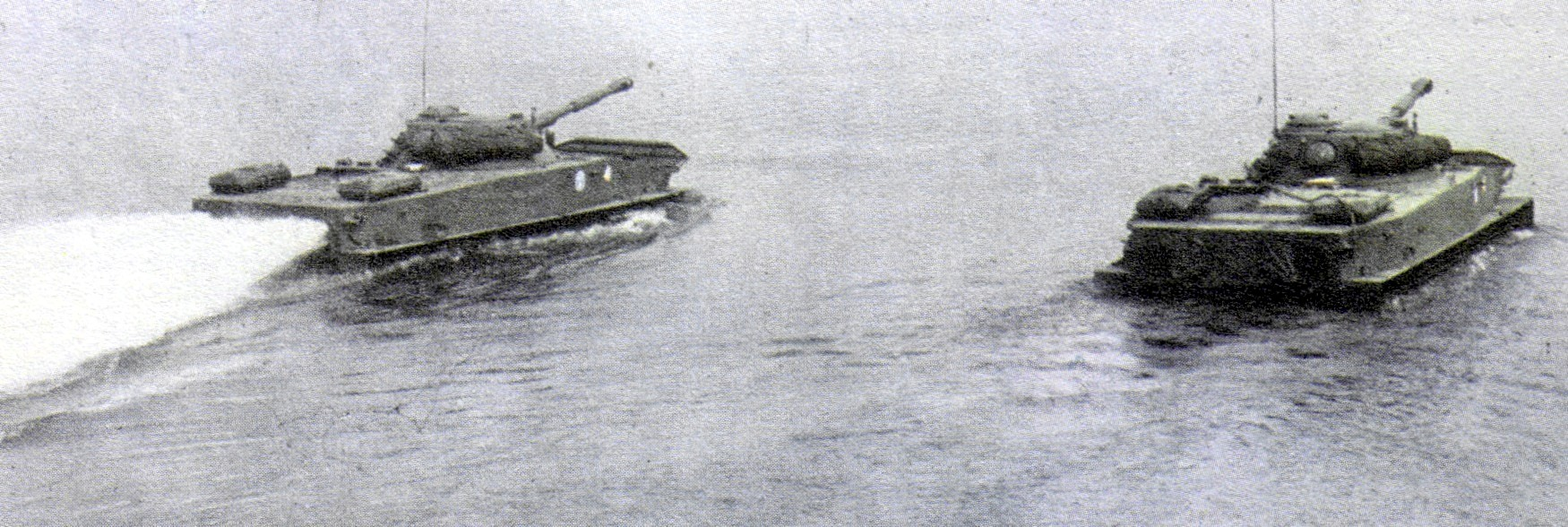
在水上行駛的PT-76

PT-76為鋼鐵焊接結構，車身呈船形而且闊大，估計其浮力儲備系數為28.1%，對兩棲車輛來說已算不錯，PT-76和同期的其他兩棲車輛相比在推進方面要先進，它採用了由發動機帶動的噴水器由車尾的噴水孔噴出，當在水上行駛時由駕駛把發動機輸出動力全轉移在噴水器，此時其履帶是不會有動力的而其他兩棲車輛則是靠履帶伐水前進，因此其水上速度比較快，其炮塔為車長和裝填手兩人一組，車長要兼任炮手操作主炮瞄準開火，駕駛在車身前部中央。
PT-76雖比較巨大但仍是輕型坦克，故其裝甲相對薄弱，唯有盡量以斜度去彌補，現今PT-76在俄軍當中已大多被BMP系列步兵戰車取代，但PT-76大量外銷其他國家，中國大陸也獲得一批PT-76並以此仿製成60式兩棲坦克，但60式最終並無使用而是採用63式兩棲坦克，63式是PT-76和中國大陸製62式輕型坦克的結合，而PT-76的車身設計和噴水推進系統仍影響著其他中國大陸研製的水陸兩用車輛，例如77式兩棲裝甲運兵車，越南（當時的北越）也得到一批PT-76，在越戰中期的1968年，美國海軍戰機曾在越南叢林發現20至30輛PT-76，1971年2月美軍在進攻胡志明小徑的行動中，北越出動坦克反擊，當中包括PT-76，3月21日，美國空軍的F-100炸毀了9輛PT-76，3月25日F-100和美國陸軍的AH-1武裝直昇機又炸毀了12輛，1972年4月，北越又出動大批坦克進攻（當中又有PT-76），但又被美國戰機炸毀了接近80輛（PT-76傷亡不詳）。

## 基本資料
- 乘員：3人（車長兼炮手，裝填手和駕駛）
- 車長：6.91公尺（不計主炮）
- 車闊：3.15公尺
- 車高：2.33公尺
- 重量：14.6噸
- 裝甲厚度：20毫米
- 最快速度：44公里/小時（陸上）；10.2公里/小時（水上）
- 續航距離：400公里
- 武裝：76.2毫米D-56T線膛砲+7.62毫米口徑SGMT同軸機槍
- 發動機：V-6水冷式柴油發動機（240匹馬力）

## 使用國家

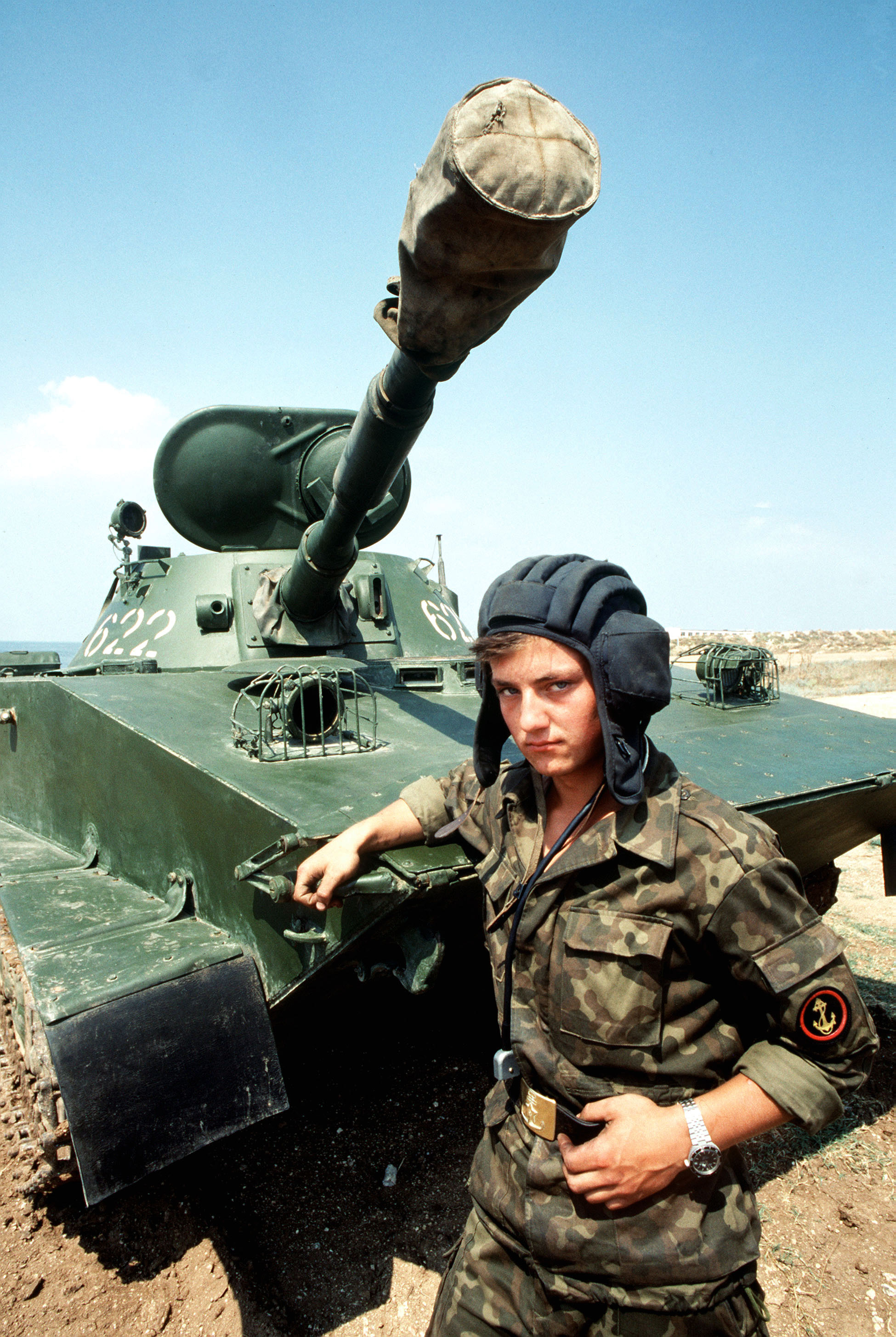
蘇聯海軍陸戰隊的PT-76和乘員

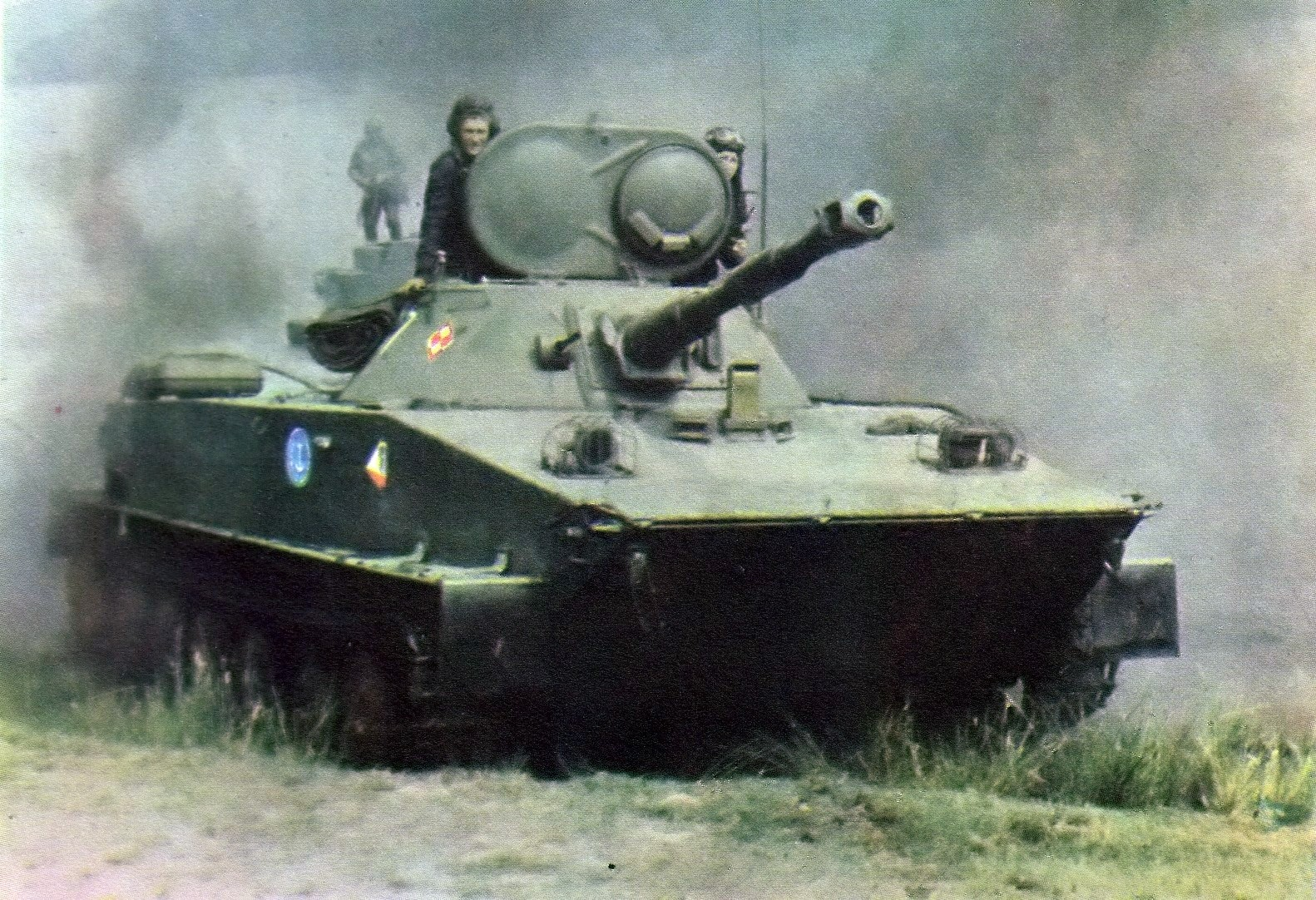
在陸上行駛的波蘭PT-76

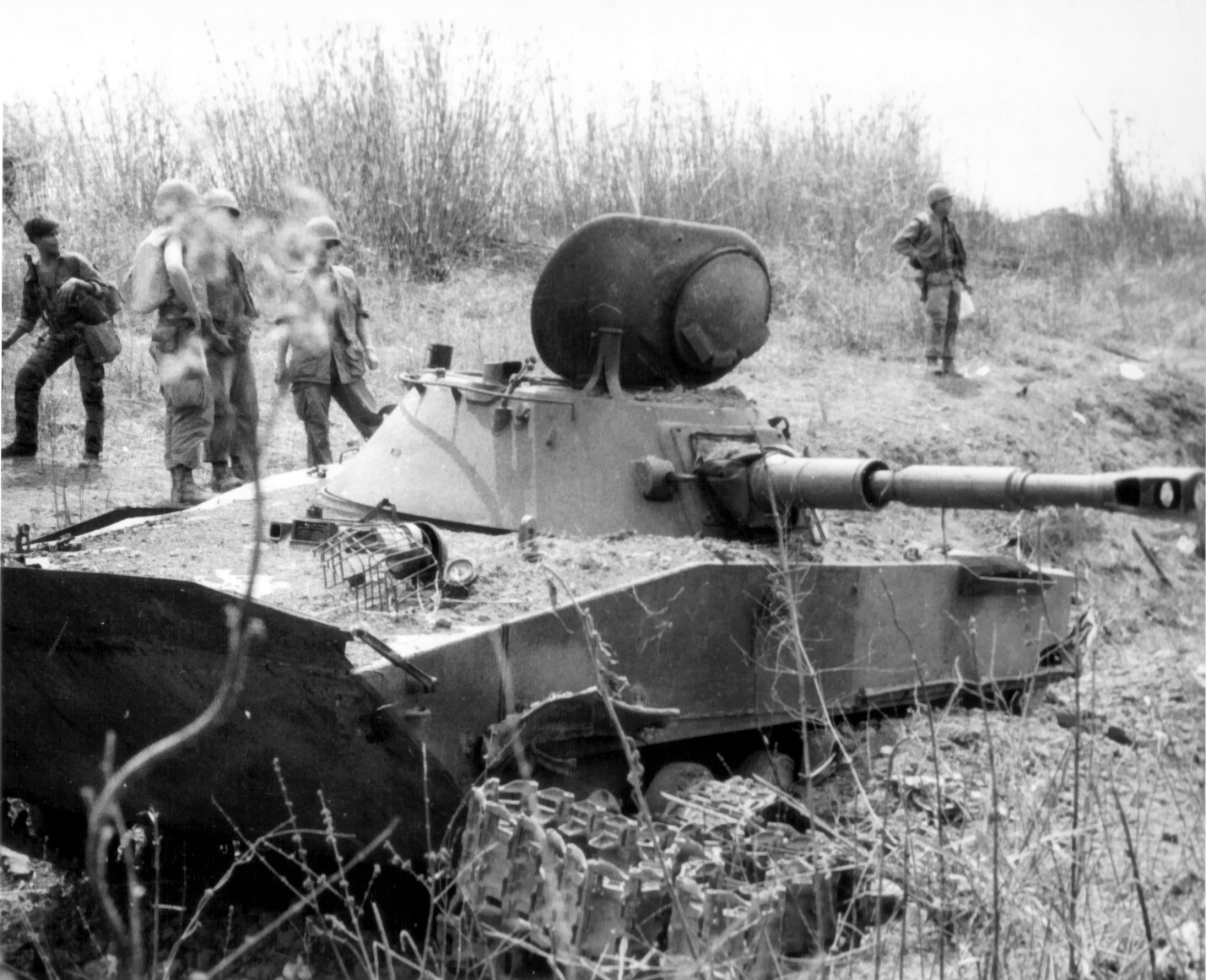
越戰中被炸毀的PT-76

- 苏联
- 俄羅斯
- 乌克兰
- 中华人民共和国
- 越南民主共和国
- 阿富汗
- 阿尔巴尼亚
- 安哥拉
- 柬埔寨
- 刚果共和国
- 古巴
- 埃及
- 几内亚
- 匈牙利
- 印度尼西亞
- 以色列
- 马达加斯加
- 莫桑比克
- 尼加拉瓜
- 巴基斯坦
- 叙利亚
- 乌干达
- 越南
- 尚比亞
- 白俄羅斯
- 保加利亚
- 芬兰
- 東德
- 西德
- 印度
- 伊拉克
- 波蘭
- 南斯拉夫

## 流行文化
- 在2004年推出的電腦遊戲《戰地風雲:越南》，扮演北越士兵的玩家可以使用PT-76。
- 《戰爭雷霆》於1.53版本中加入，最初礙於遊戲架構無法下水，更新1.55版後已可下水。此外在第五賽季戰鬥通行證中加入了改進型號PT-76-57
- 於《装甲战争》中以蘇聯低階輕坦供玩家使用。
- 于《冲突世界》中作为苏军阵营的轻坦克，还可以用战术支援空降。

## 外部連結
- 蘇聯PT-76輕型（水陸）坦克